# Marduk-apla-iddina I

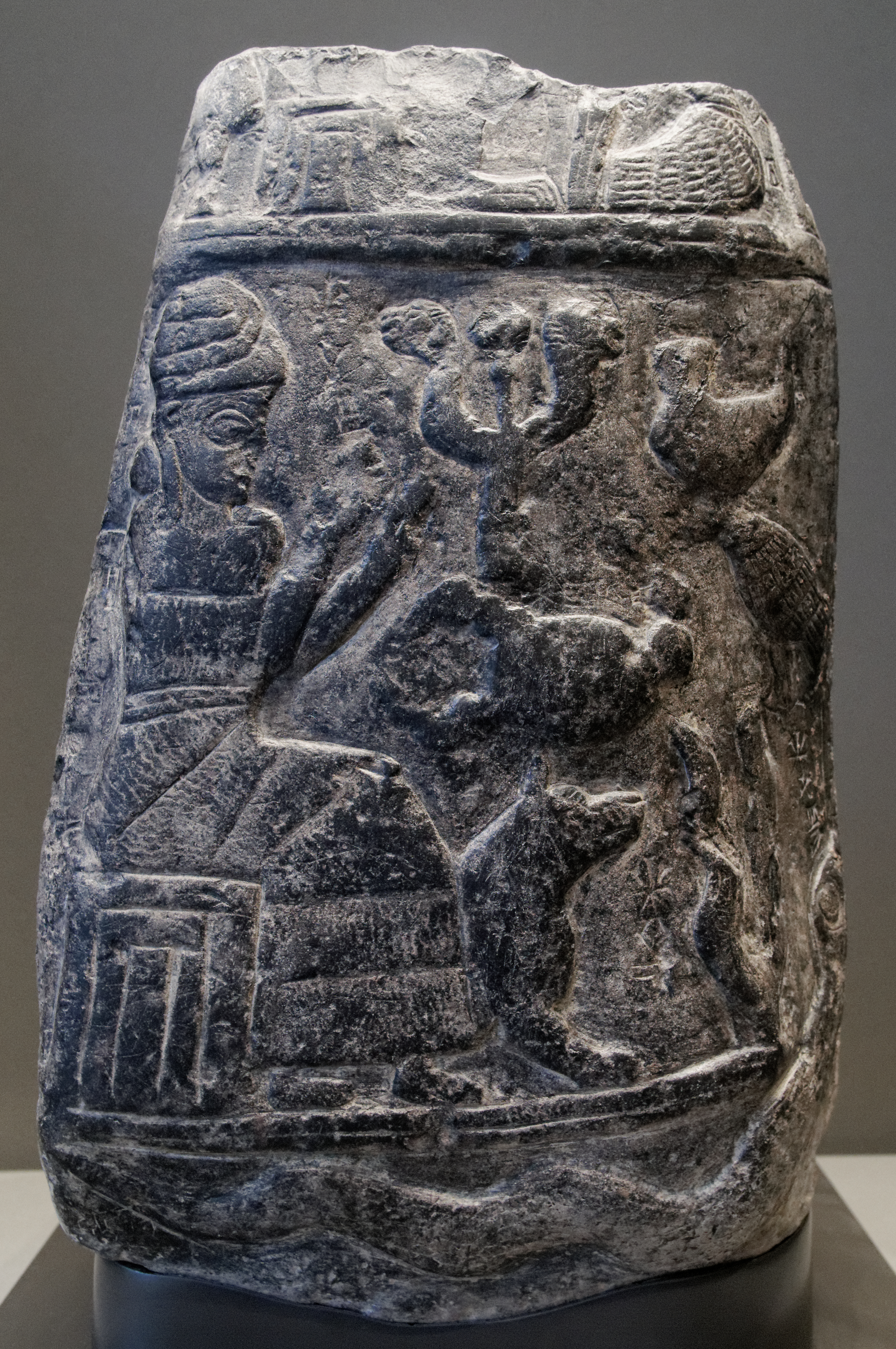
Kudurru de Marduk-apla-iddina I

Marduk-apla-iddina I fue rey de Babilonia, hijo y sucesor de Meli-Šipak, hacia el 1171 a. C. (cronología corta), del cual había recibido tierras, previamente, como está registrado en un kudurru,.
Reinó 13 años, en una época de la edad oscura, que arroja una pesada nube sobre los acontecimientos contemporáneos.  Su nombre significa: "Marduk ha dado un heredero", y le sucedió Zababa-shum-iddina.
Continuó el conflicto con Elam. En el reinado de su padre o en el suyo, el rey Shutrukid de Elam, Shutruk-Nahhunte, saqueó Akkad, Babilonia y Ešnunna, llevándose de la última de ellas las estatuas de Manishtusu. Igualmente se llevó a Susa el código de Hammurabi y la estela de Naram-Sin.